# ایکر لوسادا
ایکر لوسادا (انگلیسی: Iker Losada؛ زادهٔ ۱ اوت ۲۰۰۱) بازیکن فوتبال اهل اسپانیا است.
وی همچنین در تیم‌های ملی فوتبال زیر ۱۸ سال اسپانیا و زیر ۱۹ سال اسپانیا بازی کرده‌است.